# Life with Bonnie
Life with Bonnie es una serie de televisión protagonizada por Bonnie Hunt. La sitcom contó con dos temporadas, de 22 episodios cada una, que se emitieron entre 2002 y 2004.

## Episodios

### Primera temporada
- Piloto
- Weather or Not
- Dream
- Don't Act Your Age, Just Act
- Duets
- Is It Just Us?  A Day in the Life
- Happy Day
- Money Plus Marlens Makes Four
- Partly Sunny
- What If?
- Christmastime in the City
- Okay, Thanks
- Deuce Is Wild
- Assaulted Nuts
- Psychic
- The Graduate
- Buy This Book
- In Need of Assistants
- Stealing Home
- Ding, Ding, Ding Went the Truth
- Till Next Time

### Segunda temporada
- Ironing Out Your Differences
- Pontiac Bonnie-Ville
- Everything Old Is New Again
- No Matter Where You Go, There You Are
- Boyhood to Womanhood
- The Merry Ole Land of Oz
- Places, Stat!
- Queer Eye for the Straight Lie
- Boomerang
- Food for Thought
- It's a Wonderful Job
- Trifecta, Try Friendship
- Live and Let Live
- Space Heaters
- Dare to Be Different
- Nightshift
- Act Natural
- Therabeautic
- Striking a Match
- Don't Stress, Express
- Nip, Tuck and Roll
- Father and Son: A Table for Two

- Datos: Q2056549